# Gmina Orchowo
Die Gmina Orchowo (vorläufiger deutscher Ortsname von 1939 bis 1945: Orchheim) ist eine Landgemeinde im Powiat Słupecki der Woiwodschaft Großpolen in Polen.

## Gliederung
Zur Landgemeinde Orchowo gehören elf Dörfer (deutsche Namen bis 1945) mit einem Schulzenamt.
| Bielsko Linowiec Myślątkowo Orchowo (Orchheim) Orchówek Osowiec | Różanna (Rosen, 1943–1945 Rosen (Kr. Mogilno)) Skubarczewo Słowikowo (Schlowitz, 1943–1945 Schlowitz (Kr. Mogilno)) Szydłowiec Wólka Orchowska |

Weitere Ortschaften der Gemeinde sind:
| Gałczynek Głucha Puszcza Kinno Kosakowo Mlecze Ostrówek | Podbielsko Podlesie Rękawczyn Rękawczynek Siedluchna Suszewo |

## Verkehr
Orchowo war der Endpunkt der Bahnstrecke Mogilno–Orchowo, im Ortsteil Różanna gab es einen weiteren.